# 生振
生振（おやふる）は北海道石狩市にある地名。

## 地名の由来
アイヌ語に由来し、一説には「オヤフㇽ（o-ya-hur）」（尻が・陸地〈についている〉・丘）が原義とされている。これは、現在の石狩川が直流化（後述）される以前は、蛇行する旧石狩川（現：茨戸川）により袋のように包まれていた土地であったことに由来する。

## 地理
生振は四方を石狩川と茨戸川に囲まれている。周辺の地域とは橋で結ばれており、花畔大橋が石狩市新港南、茨戸大橋が同市花川東、生振大橋が札幌市篠路町拓北に通じている。
かつて茨戸川が石狩川の本流だったころ、河道が大きく曲がりくねる場所に位置する生振は、雪解けや豪雨のたびに氾濫に見舞われ、農家を悩ませていた。そこで河道を直線につけかえる捷水路（ショートカット）工事が行われ、一連の石狩川治水工事の完成によって頻発する水害から解放された。

## 歴史
和人の入植以前、この地にはアイヌが居を構えていた。石狩アイヌのエカシ（長老）である豊川アンノランもそのひとりである。
1871年（明治4年）5月、旧米沢藩士の玉木琢蔵によって引率された、宮城県と山形県の移民29戸が入植する。彼らは「玉木団体」と呼ばれ、アンノランの助けを借りながら開拓に着手した。玉木団体の集落を生振村と命名したのは、開拓使の判官岩村通俊である。
1894年（明治27年）4月15日、愛知県団体56戸が入植する。
1902年（明治35年）4月1日、二級町村制の施行により、生振村は周辺の町と合併して石狩町の一部となる。
1918年（大正7年）、石狩川初のショートカット工事、生振新水路の掘削が始まる。工事の進展とともに労働者が転入し、さらに彼らを相手にする店も増えて「生振治水市街地」が形成された。1931年（昭和6年）5月、生振新水路完成。その後も堤防工事が続けられたが、1939年（昭和14年）にすべての工程が完了すると人々が去り、市街地は跡形もなく消えた。
1950 - 60年代（昭和30 - 40年代）の生振は稲作が盛んであり、農繁期には東北地方からの援農を多く受け入れていた。しかし1970年（昭和45年）になると米の生産調整が始まり、農作業の機械化による省力化も相まって、東北からの出稼ぎ労働者を頼むことはなくなった。

## 施設
- 石狩市立生振小学校
- 開村記念公園「創生園」
- 生振神社
- 日正寺 生振分院
- 生振勢至観音
- ばらと霊園
- 茨戸油田（廃止）

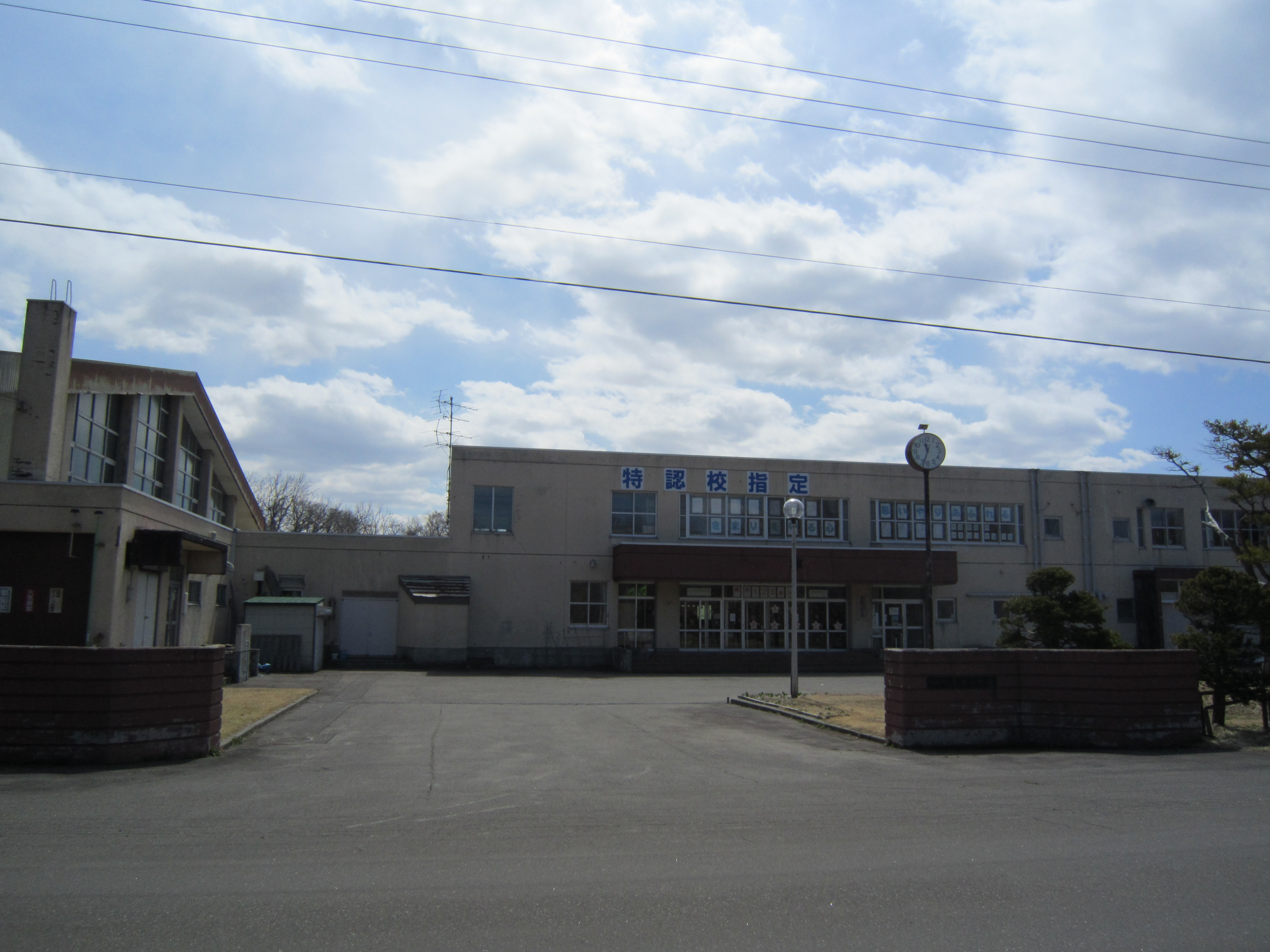
生振小学校
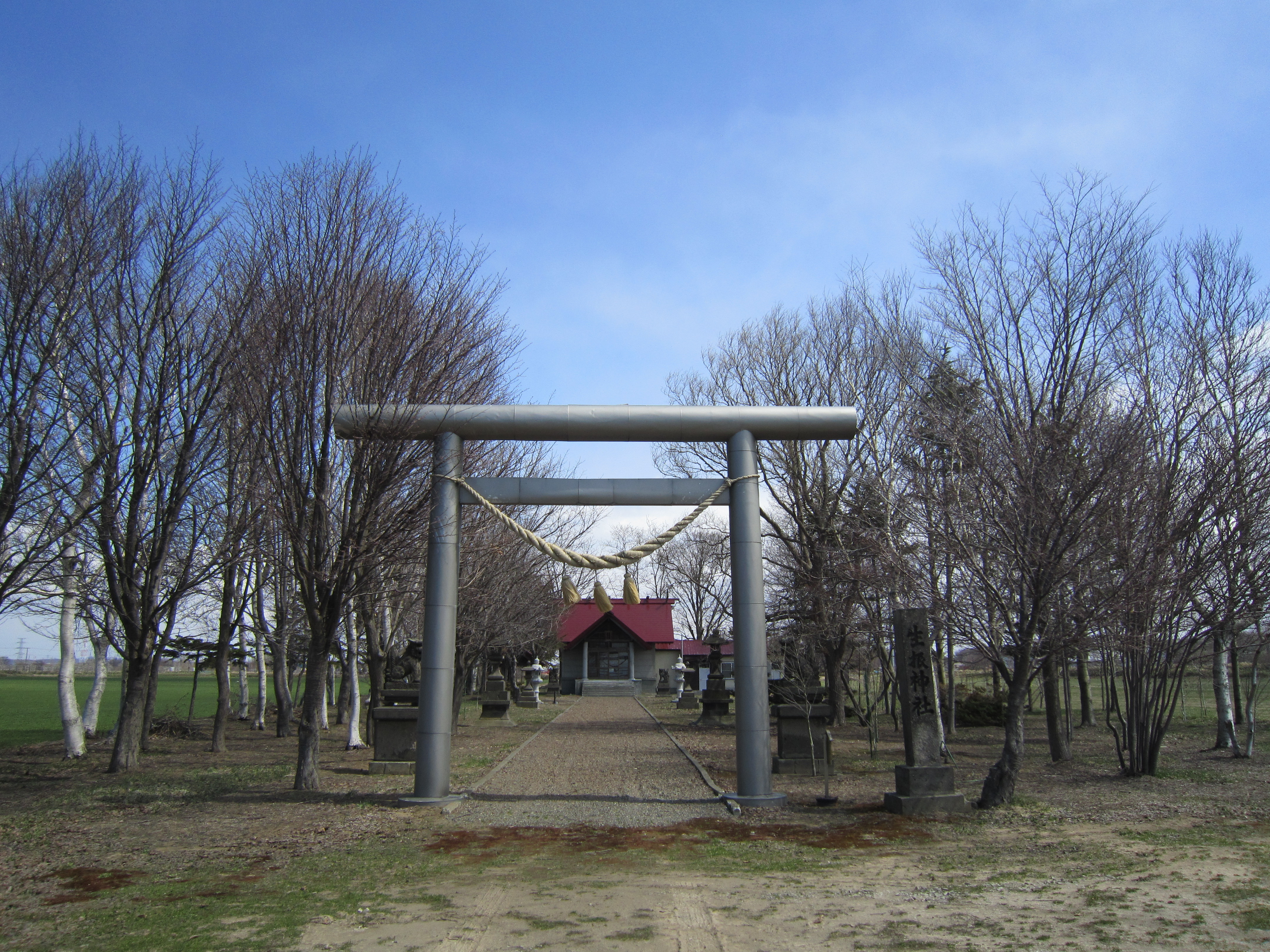
生振神社
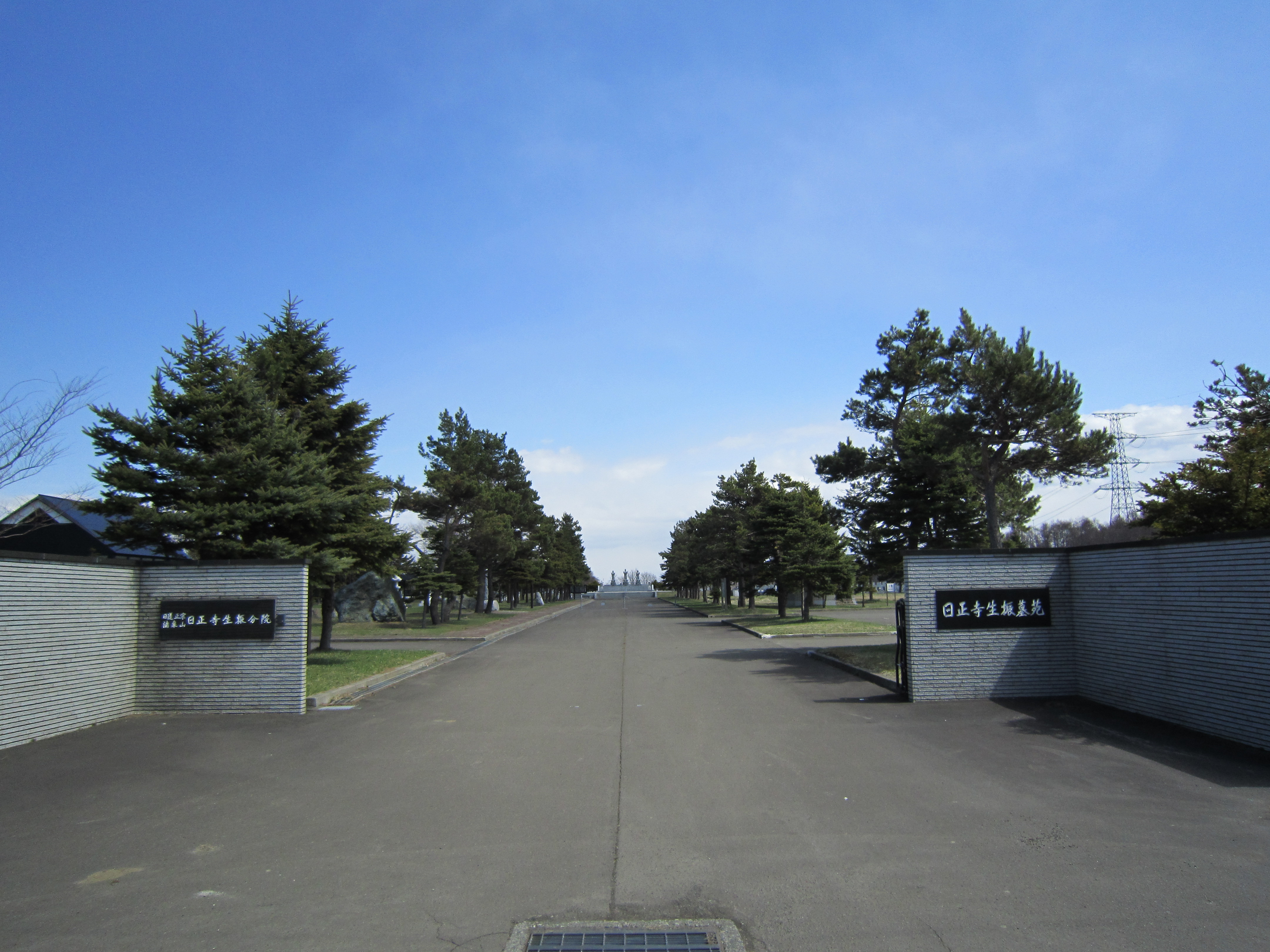
日正寺 生振分院
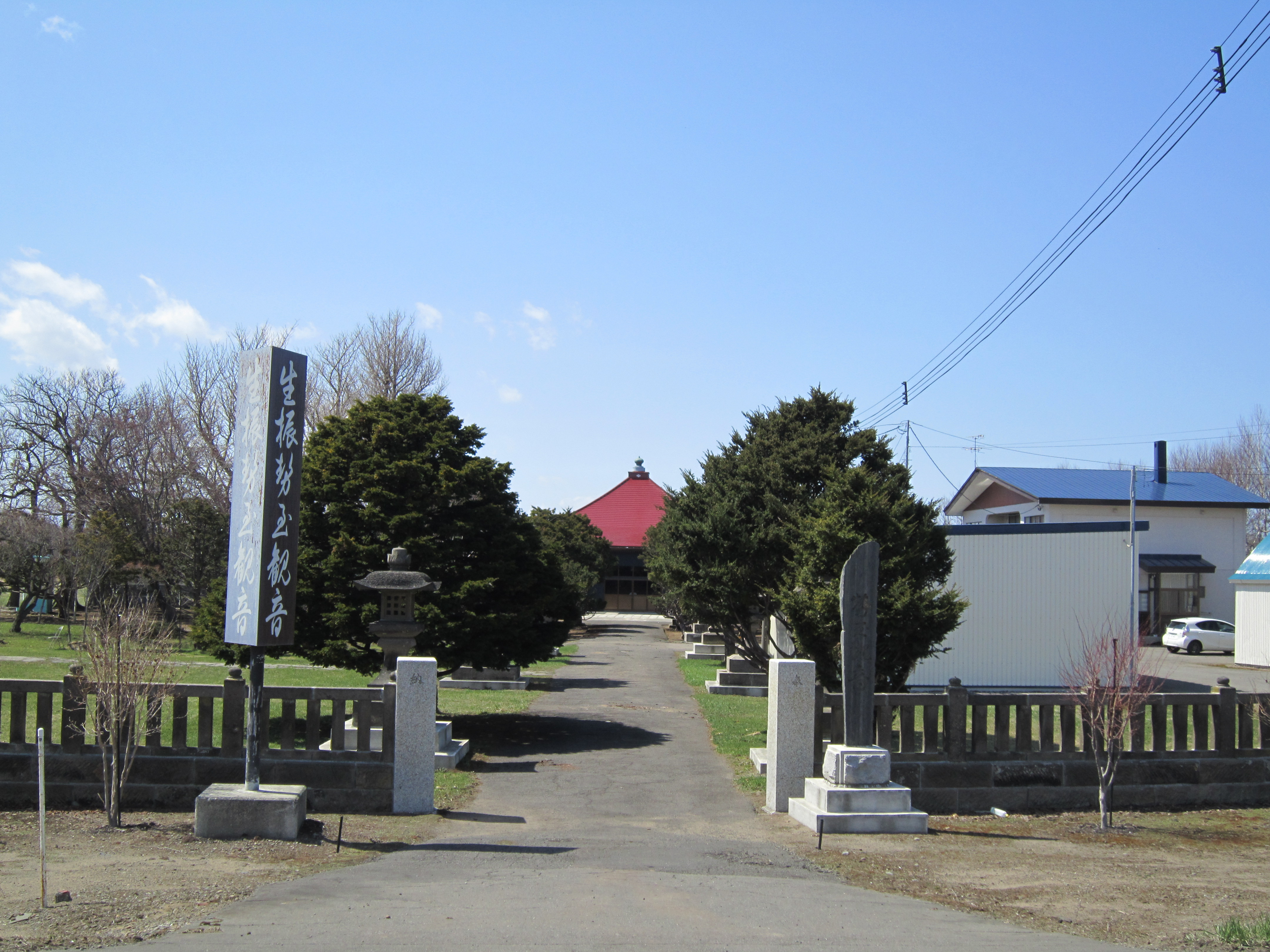
生振勢至観音
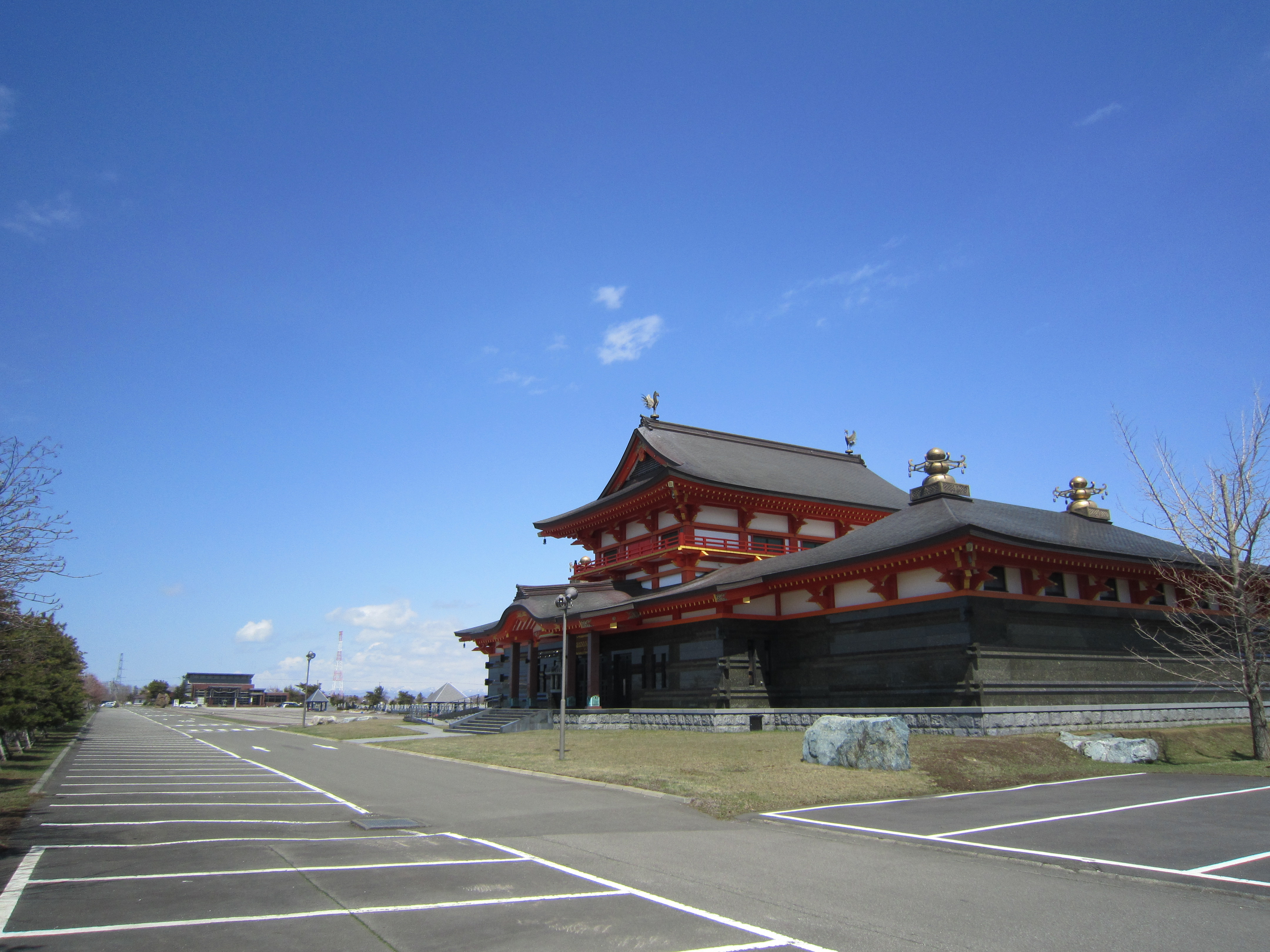
ばらと霊園